# Стефенсон, Уильям
Уильям Стефенсон (Стивенсон) (англ. William Stephenson) (14 мая 1902 — 14 июня 1989) — английский исследователь в сферах психологии, человеческого поведения, коммуникаций и физики. Основными достижениями считается разработка Q-сортировки (англ. Q-methodology) и теории игры в массовой коммуникации. Преподавал в университетах Англии и Америки. Стюарт Есрок описывает Стефенсона так: «физик и психолог, методолог и теоретик, Стефенсон был блестящим исследователем с мощной энергией, которая направляла его к новым открытиям».

## Биография
Родился и вырос Уильям Стефенсон в северо-восточной Англии. Получил высшее образование по физике в Оксфордском университете, докторскую степень по той же специальности получил в Даремском университете. Выиграл стипендию в Университетском колледже Лондона, что позволило ему получить вторую докторскую степень по психологии. В 1936 году Стефенсон переехал в Оксфордский институт экспериментальной психологии (англ. The Institute of Experimental Psychology at Oxford), ради должности ассистента заведующего кафедрой, Уильяма Брауна (англ. William Brown). В 1945 году Стефенсон сам получил должность заведующего кафедры, на которой проработал три года.
В 1948 году вместе с семьей Стефенсон переехал в Америку, где работал в Чикагском университете как приглашённый преподаватель на кафедре психологии. В общем в Чикаго учёный провел около 7 лет. В Национальном институте психического здоровья (англ. National Institute for Mental Health) в Бетесде, штат Мэриленд, была введена должность специально для него, и Стефенсон предоставил преимущество более прибыльной должности директора исследовательского отдела в маркетинговой компании в Гринвиче, штат Коннектикут. В конце 50-х годов, столкнувшись с экономической депрессией, вместе с женой и детьми Уильям Стефенсон снова переезжает, на этот раз в Нью-Йорк, где работает на должности консультанта в рекламной корпорации Д’Арси (англ. D’Arcy Advertising Corporation). В это же время Стефенсон снова возвращается к академической жизни и начинает преподавать в Школе Журналистики (англ. School of Journalism) в Миссурийском университете. На этом посту ученый оставался до пенсии (1972 г.).
Уильям Стефенсон был женат на Маиме Стефенсон (англ. Maime Stephenson) и имел несколько детей.

## Ключевые идеи

### Теория коммуникации
Понятие коммуникации освещается в работе «Применение теории связи». У Стефенсона оно является чрезвычайно широким, ведь касается почти всех сфер человеческой жизни. Поэтому исследование коммуникации является междисциплинарным, однако ни одна из наук не смогла предоставить его фундаментальную оценку. Стефенсон к понятию коммуникации относит язык, письмо, жесты, символы, манеры и социальные конвенции. К источникам коммуникации ученый относит радио, телевидение, газеты, новости, записи, фильмы, музеи, концерты и книги. При этом последние служат медиаторами не между отдельными людьми или группами людей, а между мыслями и взглядами, которые этими людьми делятся.
Поскольку Уильям Стефенсон определяет коммуникацию как «говорение к кому-то», она состоит из утверждений, что, в свою очередь, делятся на утверждения-факты (англ. statements of fact) и утверждения-мысли (англ. statements of opinion). С другой стороны, в своей теории коммуникации автор определяет основную аксиому последней: человеческое общение является функциональным. Люди придают предметам определённые устоявшиеся характеристики, которые в зависимости от окружающей среды могут меняться. В целом существуют две формы функциональности взаимодействия: коммуникация боли (англ. communication-pain) и коммуникация удовольствия (англ. communiсcation-pleasure).

#### Коммуникация боли и коммуникация удовольствия
Коммуникация боли включает в себя объективные факторы, описывает предмет в зависимости от изменения среды, в которой он находится. К этому виду коммуникации относятся утверждения-факты, которые не меняются в зависимости от коммуникатора. В то время как коммуникация удовольствия включает в себя все субъективные утверждения, которые не являются определением фактов, а скорее позиционированием мыслей коммуникатора. Таким образом коммуникация удовольствия состоит из утверждений, мысли. Ещё одним критерием разделения коммуникаций на два типа есть сфера, в которой используются суждения. Если утверждение относится к научному дискурсу, оно будет отнесено к коммуникации боли. Если наоборот, к повседневному разговору, оно станет частью коммуникации удовольствия. Следует отметить, что утверждения в обеих категориях имеют общие характеристики: информативность, инструментальность и факт изменения определённого объекта из окружающей среды. На этом этапе Стефенсон определяет ещё одно различие между коммуникацией удовольствия и коммуникацией боли. Первая не может повлечь изменения определённого факта. Более того, она вообще может не касаться изменения. Вторая наоборот является объективным выражением отношений между происходящими изменениями, и информацией.

#### Массовая коммуникация
В отношении массовой коммуникации Стефенсон пишет, что её можно встретить везде, где есть люди: на заводе, на улице, в пивной. Средствами же массовой коммуникации выступают вспомогательные средства для поддержки уже существующего дискурса, который формируется в соответствии с проблемами современности. Здесь следует отметить, что основной характеристикой коммуникации является субъективность, ведь её формация не может происходить независимо от личностных взглядов и установок индивида. Поэтому эта субъективность трансформируется в массовую коммуникацию, а также на её средства. Для массовой коммуникации основной функцией, по Стефенсону, выступает развлекательная, то есть она относится к коммуникации удовольствия. Хотя, время от времени в новостях поднимаются вопросы, связанные с наукой, они все равно подаются скорее как игра, нежели объективный фактаж. Для анализа массовой коммуникации учёный применяет Q-сортировку, которая заключается в том, что: «индивид может самостоятельно смоделировать личную систему установок относительно сложных явлений, вопросов или ситуаций». Таким образом, Q-сортировка позволяет выделить субъективность в массовой коммуникации, ведь информация у неё есть такая же трансляция мыслей и взглядов одних индивидов другим. Взгляды же, в свою очередь, могут не соответствовать реальному положению вещей.

### Система сообщений
Основная проблема, что определяется самим Стефенсоном определяющим в сообщениях есть не столько их содержание, сколько субъективность их существование внутри коммуникационного процесса. Так, распространение сообщения может быть коммуникацией (человек смотрит фильм — коммуникация-удовольствие), а может быть исключительно освещением фактов (студент слушает лекцию — коммуникация-боли). Из этого, коммуникация выступает как форма взаимодействия реципиента с главным героем путем отношение себя на его место. При этом реципиент должен получать удовольствие от всего процесса. Соответственно, сообщения, чтобы быть максимально эффективным, должен привлечь реципиента путем предоставления возможности последнему подставить себя на место действующего лица, до игры. На этом принципе, как отмечает Стефенсон, построенные рекламные компании. Другой является система сообщений в инструкциях, обработке массивов данных и учебных пособиях, что не должно вызывать никаких эмоций у человека, который воспринимает информацию, для эффективности последней.

### Теория игры в массовых коммуникациях
Уильям Стефенсон разработал теорию игры в медиа, которая базируется на его понятии «взаимодействие-удовлетворение». Стефенсон считал, что взаимодействие людей и медиа может происходить двумя путями. Первый из них основывается на социальном контроле, что проявляется в личностных взглядах и культурных ценностях, которые навязываются человеку религией, политикой и традициями. На этом этапе взаимодействия влияние медиа на человека является достаточно ограниченным, ведь её поведение уже является урегулированной другими институтами и остается относительно постоянной. Второй путь взаимодействия между индивидом и медиа имеет место, когда определённые личностные характеристики позволяют человеку существовать и действовать вне социального контроля. Только здесь люди получают возможность получать удовольствие.
Стефенсон считал, что люди стремятся к получению удовольствия, в том числе коммуникационного, легко удовлетворяется с помощью медиа. Последнее становится возможным через субъективную игру, ситуацию, когда потребление медиа-продукта приносит личное удовлетворение, поскольку оно не требует физических или психологических усилий и является предсказуемой ситуацией, выступает буфером в отношении проблем реального мира. Таким образом, для Стефенсона весомым эффектом массовых коммуникаций становится чувство субъективного удовлетворения человека, что является довольно простым и старомодным. Массовая коммуникация не имеет никакой материальной цели и никакой практической функции, однако все ещё может становиться толчком к самосовершенствованию: способствовать изменениям ценностных ориентации в период социальной реформации.
Уильям Стефенсон разработал трехстороннее себя интерпретационную схему, которая объясняет динамику эффектов массовой коммуникации. Её составляющие выглядят следующим образом:
1. Большинство массовой коммуникации предоставляет реципиентам положительный опыт. Конечно речь идет о случае, когда сообщение является положительным по своему содержанию.
2. Принцип конвергентной селективности предполагает, что люди получают удовольствие от свободного, личного и субъективного выбора контента, обеспечивается через многообразие как средств массовой коммуникации, так и их продуктов.
3. Массовая коммуникация выступает источником информации, а также сплетен, которые становятся темами для повседневных разговоров.

Все три характеристики являются сторонами развлекательной функции массовой коммуникации. Однако Стефенсон кроме неё определяет также инструментальную функцию социального контроля. Следует отметить, что, хотя обе являются функциями массовой коммуникации, они существуют независимо и не являются взаимоисключающими. Таким образом автор определяет, что реципиенты воспринимают продукт массовой коммуникации, например рекламу или фильмы, только с точки зрения возможности получить удовольствие, не прикладывая усилий, а также возможности отстраниться от будничных проблем. Итак, люди определяют, информацию с которых медиа им потреблять, согласно их потребности в удовольствии. Эта концепция тесно переплетается с основами теории использования и удовлетворения, которое базируется на утверждении, что люди знают контент медиа и осуществляют выбор в соответствии со своими потребностями. Реципиент, согласно этой теории, является не пассивным воспринимающим, а агентом массовой коммуникации.

## Перечень работ Уильяма Стефенсона
Несмотря на докторскую степень по физике, Уильям Стефенсон большинство своих работ посвятил человеку, его психологии и поведении, как в индивидуальном, так и в массовом проявлениях. Самым весомым достижением Стефенсона считается разработка Кью-методологии, принципы которой применяются в большинстве его работ.
- Stephenson, W. (1929) Mental tests and their relation to the central factor. Phd. D. dissertation, University of London.
- Stephenson,W. (1931) Tetrad differences for verbal sub-tests. Journal of Educational Psychology 12: 255-67.
- Stephenson,W. (1935a) Technique of factor analysis. Nature 136: 297.
- Stephenson, W. (1935b) Correlating persons instead of tests. Character and Personality 4: 17-24.
- Stephenson, W. (1936) Some recent contributions to the theory of psychometry. Character and Personality 4: 294—304.
- Stephenson, W. (1948) Comment. Contemporary American and British psychological scenes. American Psychologist 3: 547-50.
- Stephenson, W. (1949) Testing School Children: An Essay in Educational and Social Psychology. London: Longmans, Green & Co.
- Stephenson, W. (1953) The Study of Behavior: Q-Technique and its Methodology. Chicago, IL: University of Chicago Press.
- Stephenson,W. (1954) Intimations of Self. Unpublished manuscript.
- Stephenson, W. (1954/1979) Psychoanalysis and Q-Method: A Scientific Model for Psychoanalytic Doctrine. Unpublished manuscript.
- Stephenson,W. (1955a) Obituary Notice. Sir Godfrey Thompson 1881—1955. British Journal of Psychology 46: 245-7.
- Stephenson, W. (1967) Play The Theory of Mass Communication. Chicago, IL: University of Chicago Press.
- Stephenson,W. (1969) Foundations of communication theory. Psychological Record 19: 65-82.
- Stephenson, W. (1970/1980) Quiddity College: Thomas Jefferson’s Legacy. Unpublished Manuscript.
- Stephenson, W. (1973) Letter to Leslie S. Hearnshaw, dated 29 September 1973. Cited in Stephenson (1983).
- Stephenson, W. (1974) Methodology of single case studies. Journal of Operational Psychiatry 5(2): 3-16.
- Stephenson,W. (1977) Factors as social skills subjectivity. Social Skills Subjectivity 1: 3-16.
- Stephenson, W. (1978) Concourse theory of communication. Communication 3: 21-40.
- Stephenson, W. (1979a) The communicability and operantcy of self. Social Skills Subjectivity 3: 2-14.
- Stephenson,W. (1979b) Observations on Sir Cyril Burt and ‘the Burt affair’. Social Skills Subjectivity 2: 110-23.
- Stephenson,W. (1980) Consciring: A general theory for subjective communicability. In: Nimmo D. (ed.), Communication Yearbook 4, гг. 7-36. New Brunswick, NJ: Transaction Books.
- Stephenson, W. (1981) Cyril Burt, quantum theory, and Q: Historical note. Social Skills Subjectivity 4: 120-34.
- Stephenson, W. (1982a) Q-methodology, interbehavioral psychology and quantum theory. Psychological Record 32: 235-48.
- Stephenson,W. (1982b) newton’s fifth rule and Q-methodology: Application to self psychology. Social Skills Subjectivity 5(2): 37-57.
- Stephenson, W. (1983) Cyril Burt and the special place examination. Association of Educational Psychologists Journal 6: 46-53.
- Stephenson, W. (1985) Ten pillars of Q-methodological wisdom. A summary of book manuscripts, unpublished. Unpublished manuscript, 20 July 1985.
- Stephenson, W. (1986a) Quantum Theory of Advertising. Missouri-Columbia: School of Journalism Missouri-Columbia.
- Stephenson, W. (1986b) William James, Niels Bohr, and complementarity: I — Concepts. Psychological Record 36: 519-27.
- Stephenson,W. (1987a) The science of ethics: I. The single case. Social Skills Subjectivity 11: 10-31.
- Stephenson,W. (1987b) Unpublished letter to Sandy Lovie, Honorary BPS archivist.
- Stephenson, W. (1988a) Falsification and credulity in psychoanalytic doctrine. Social Skills Subjectivity 11(3): 73-97.
- Stephenson, W. (1988b) Quantum theory of subjectivity. Integrative Psychiatry 6:180-7.
- Stephenson, W. (1988/89) The quantumization of psychological events. Social Skills Subjectivity 12(1/2): 1-23.
- Stephenson,W. (1989a) Letter to Editor. American Psychologist.
- Stephenson,W. (1989b) Old age research. Unpublished paper.
- Stephenson, W. (1990) My self in 1980: A study of culture. Social Skills Subjectivity 14, 1-19.
- Stephenson, W. (1991) Ulysses and Finnegans Wake: A Q-methodological look at profundity (Part II: Finnegan’s Wake). Social Skills Subjectivity 17: 1-13.
- Stephenson,W. (1992) Self in everyday life. Social Skills Subjectivity 15: 29-55.